# Víctor Cabrera (calciatore argentino)
Víctor Cabrera (Lules, 7 febbraio 1993) è un calciatore argentino, difensore del Dep. Madryn.

## Carriera
Ha cominciato la sua carriera nel settore giovanile del River Plate. Il 24 febbraio 2014 esordisce con la maglia dei Milionarios durante una partita di campionato contro il Colón (SF).
Nel 2015 viene ceduto in prestito ai canadesi del Montréal Impact, squadra della Major League Soccer. Il 17 marzo 2015, durante la semifinale di CONCACAF Champions League, realizza la rete del 2-0 contro l'Alajuelense dopo diversi rimpalli a seguito di un calcio d'angolo, peraltro prima e unica rete realizzata da professionista. Nelle prime due stagioni in MLS Cabrera è uno dei titolari della difesa degli Impact dove colleziona 44 presenze a cui vanno aggiunte otto nei play-off. Nelle successive stagioni continua ad essere utilizzato dai vari allenatori anche se con meno regolarità anche a causa dei vari infortuni subiti.
Il 21 novembre 2019 passa agli Houston Dynamo nello scambio che lo ha visto coinvolto con Romell Quioto. Durante la sua permanenza ad Houston colleziona in totale 10 presenze in campionato non riuscendo perciò a giocare con regolarità. 
Il 13 febbraio 2021 viene ingaggiato dal Tigre.

## Statistiche

### Presenze e reti nei club
Statistiche aggiornate al 19 ottobre 2021.
| Stagione               | Squadra                | Campionato             | Campionato | Campionato | Coppe nazionali | Coppe nazionali | Coppe nazionali | Coppe continentali | Coppe continentali | Coppe continentali | Altre coppe | Altre coppe | Altre coppe | Totale | Totale |
| Stagione               | Squadra                | Comp                   | Pres       | Reti       | Comp            | Pres            | Reti            | Comp               | Pres               | Reti               | Comp        | Pres        | Reti        | Pres   | Reti   |
| ---------------------- | ---------------------- | ---------------------- | ---------- | ---------- | --------------- | --------------- | --------------- | ------------------ | ------------------ | ------------------ | ----------- | ----------- | ----------- | ------ | ------ |
| 2013-2014              | River Plate            | PD                     | 1          | 0          | CA              | 0               | 0               | CS                 | 0                  | 0                  |             | -           | -           | 1      | 0      |
| 2015                   | Montréal Impact        | MLS                    | 21+3       | 0          | CC              | 1               | 0               | CCL                | 4                  | 1                  |             | -           | -           | 29     | 1      |
| 2016                   | Montréal Impact        | MLS                    | 23+5       | 0          | CC              | 1               | 0               |                    | -                  | -                  |             | -           | -           | 29     | 0      |
| 2017                   | Montréal Impact        | MLS                    | 20         | 0          | CC              | 1               | 0               |                    | -                  | -                  |             | -           | -           | 32     | 19     |
| 2018                   | Montréal Impact        | MLS                    | 13         | 0          | CC              | 2               | 0               |                    | -                  | -                  |             | -           | -           | 15     | 0      |
| 2019                   | Montréal Impact        | MLS                    | 16         | 0          | CC              | 4               | 0               |                    | -                  | -                  |             | -           | -           | 20     | 0      |
| Totale Montreal Impact | Totale Montreal Impact | Totale Montreal Impact | 93+8       | 0          |                 | 9               | 0               |                    | 4                  | 1                  | -           | -           | -           | 114    | 1      |
| 2020                   | Houston Dynamo         | MLS                    | 10         | 0          |                 | -               | -               |                    | -                  | -                  |             | -           | -           | 10     | 0      |
| 2021                   | Tigre                  | PD                     | 19         | 0          | CA              | 4               | 0               |                    | -                  | -                  |             | -           | -           | 23     | 0      |
| Totale carriera        | Totale carriera        | Totale carriera        | 131        | 0          |                 | 13              | 0               |                    | 4                  | 1                  | -           | -           | -           | 148    | 1      |

## Palmarès

### Club

#### Competizioni nazionali
- Campionato argentino: 1

River Plate: Final 2014
- Canadian Championship: 1

Montréal Impact: 2019

#### Competizioni internazionali
- Coppa Sudamericana: 1

River Plate: 2014